# Bretania (region administracyjny)
Bretania (fr. Bretagne, wymowaⓘ; bret. Breizh) – region administracyjny w północno-zachodniej Francji, na Półwyspie Bretońskim. Stolicą i największym miastem jest Rennes. Region zajmuje powierzchnię 27 208 km², a zamieszkany jest przez 3 453 023 osoby (2024).
Ustanowiony w 1982 roku, jego obszar w dużej mierze pokrywa się z krainą historyczną o tej samej nazwie – obejmuje cztery z pięciu departamentów, na które Bretania podzielona została w następstwie rewolucji francuskiej (1789). Poza jego granicami znajduje się departament Loara Atlantycka wraz z historyczną stolicą Bretanii, Nantes. Graniczy z regionami Kraj Loary i Normandia (uprzednio Dolna Normandia).

## Podział administracyjny

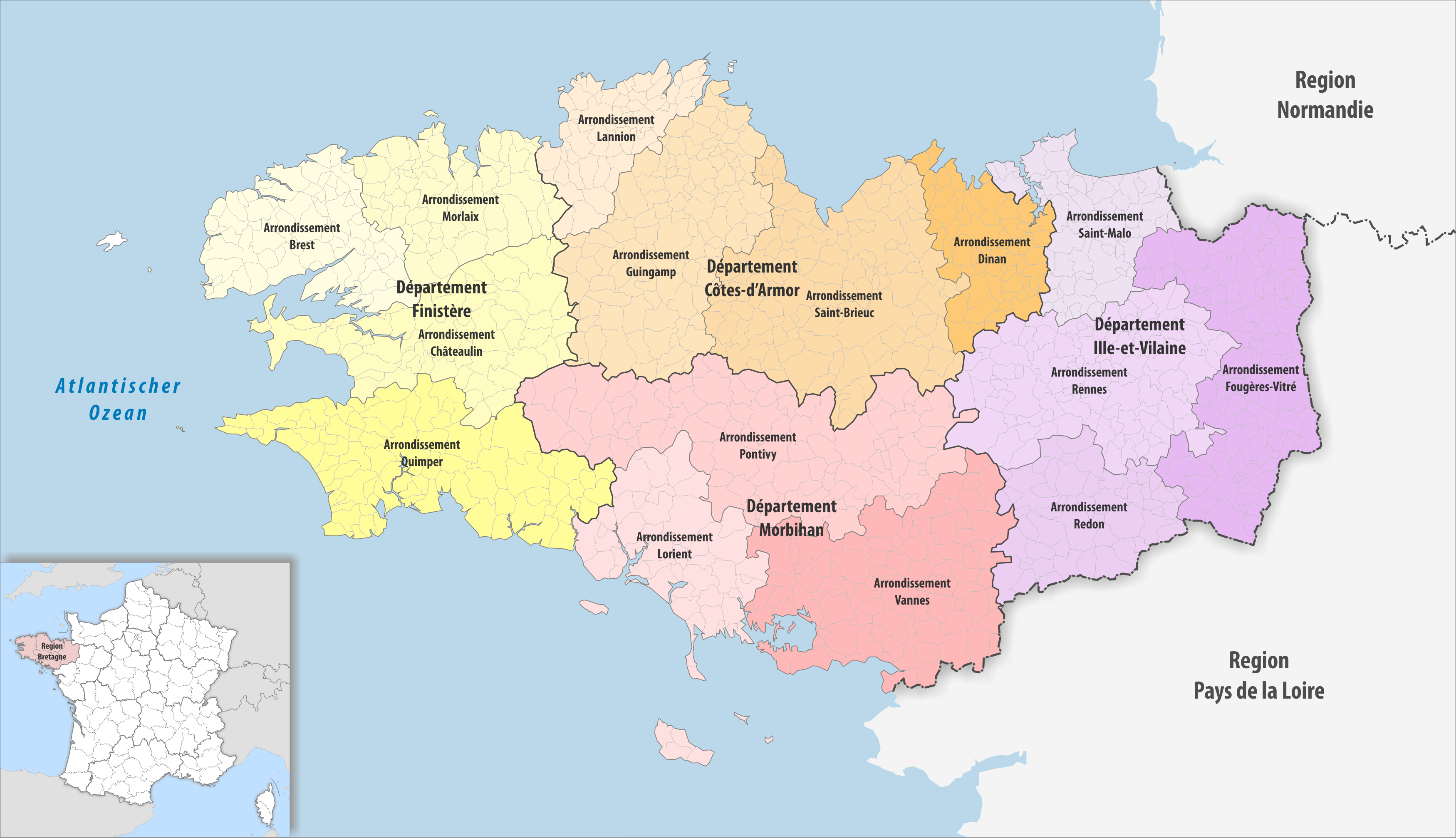
Podział regionu na departamenty i okręgi (arrondissement)

W skład regionu wchodzą 4 departamenty:
- Côtes-d’Armor
- Finistère
- Ille-et-Vilaine
- Morbihan

## Miejscowości
Największe miejscowości regionu (w nawiasach liczba ludności w 2020 roku):

- Rennes (222 485)
- Brest (139 456)
- Quimper (63 473)
- Lorient (57 412)
- Vannes (54 017)
- Saint-Malo (46 995)
- Saint-Brieuc (44 166)
- Lanester (22 940)
- Fougères (20 505)
- Lannion (20 451)
- Concarneau (20 209)
- Bruz (19 090)
- Vitré (18 603)
- Ploemeur (18 537)
- Cesson-Sévigné (17 316)
- Lamballe-Armor (16 689)
- Landerneau (16 025)
- Hennebont (15 873)
- Guipavas (15 196)
- Pontivy (15 092)
- Morlaix (14 709)
- Dinan (14 682)
- Plérin (14 459)
- Auray (14 155)
- Douarnenez (13 956)
- Saint-Jacques-de-la-Lande (13 955)
- Plouzané (13 558)
- Plougastel-Daoulas (13 277)
- Betton (12 637)
- Quimperlé (12 077)
- Pacé (12 004)
- Saint-Avé (11 912)
- Guidel (11 743)
- Le Relecq-Kerhuon (11 710)
- Ploufragan (11 487)
- Châteaugiron (10 541)
- Chantepie (10 236)
- Dinard (10 235)
- Fouesnant (10 060)